# 沙努瓦
沙努瓦（法語：Chanoy，法語發音：[ʃanwa]）是法国上马恩省的一个市镇，属于朗格勒区。

## 地理
沙努瓦（47°55'27"N, 5°17'8"E）面积2.1 平方千米，位于法国大東部大區上马恩省，该省份为法国东北部内陆省份，北起马恩省和默兹省，西接奥布省，西南接科多尔省，东南接上索恩省，东临孚日省。
与沙努瓦接壤的市镇（或旧市镇、城区）包括：于姆-若克奈、罗朗蓬、博舍曼。

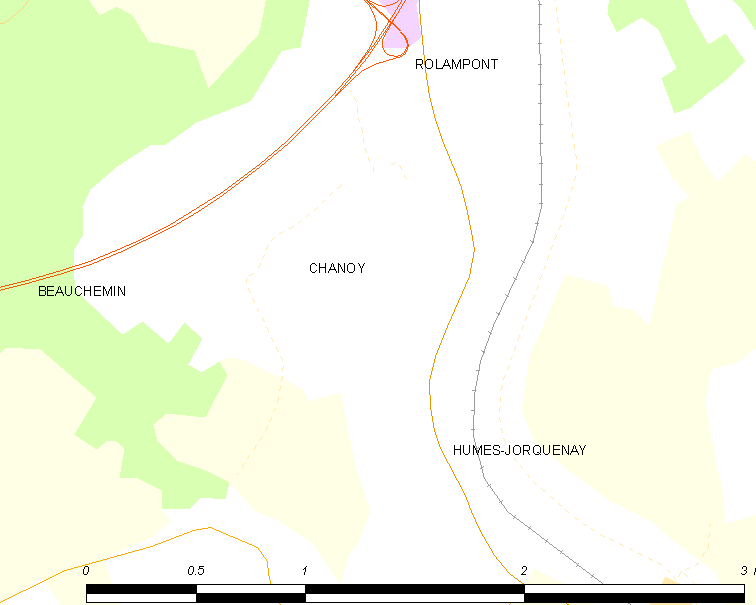
沙努瓦的OSM定位图

沙努瓦的时区为UTC+01:00、UTC+02:00（夏令时）。

## 行政
沙努瓦的邮政编码为52260，INSEE市镇编码为52106。

## 政治
沙努瓦所属的省级选区为朗格勒县。

## 人口

1962-2008年间沙努瓦人口变化图示

沙努瓦于2022年1月1日时的人口数量为128人。